# Liste der Lieder von Justin Bieber
Die folgende Liste zeigt die vom kanadischen Sänger Justin Bieber aufgenommenen und veröffentlichten Lieder. Die Reihenfolge der Titel ist alphabetisch geordnet. Angegeben sind auch die Autoren und das jeweilige Album und Jahr.

## Eigenkompositionen

### #
| Titel                                      | Autoren | Album      | Jahr |
| ------------------------------------------ | --- | ---------- | ---- |
| #thatPower (will.i.am feat. Justin Bieber) | William Adams, Damien Leroy, Justin Bieber | #willpower | 2013 |
| 10,000 Hours (mit Dan + Shay)              | Dan Smyers, Shay Mooney, Justin Bieber, Jessie Jo Dillon, Jason Boyd, Julian Perretta                                                                        | —          | 2019 |
| 2 Much                                     | Justin Bieber, Alexander Izquierdo, Freddy Wexler, Christian Valentin Brunn, Josh Gudwin, Gregory Eric Hein, Gian Stone, Sonny Moore, Martin Luther King Jr. | Justice    | 2021 |
| 2U (David Guetta feat. Justin Bieber)      | David Guetta, Giorgio Tuinfort, Jason "Poo Bear" Boyd, Daniel "Cesqeaux" Tuparia, Justin Bieber                                                              | 7          | 2017 |

### A
| Titel                                                             | Autoren | Album                        | Jahr |
| ----------------------------------------------------------------- | --- | ---------------------------- | ---- |
| Actin’ Up (Asher Roth feat. Justin Bieber, Rye Rye & Chris Brown) | | The Greenhouse Effect Vol. 2 | 2013 |
| Afraid to Say (feat. Lauren Walters)                              | Justin Bieber, Julian McGuire | Freedom.                     | 2021 |
| All Around Me                                                     | Justin Bieber, Jason Boyd, Sasha Sirota | Changes                      | 2020 |
| All Around the World (feat. Ludacris)                             | Justin Bieber, Nasri Atweh, Adam Messinger, Nolan Lambroza, Christopher Bridges                                                                 | Believe                      | 2012 |
| All Bad                                                           | Justin Bieber, Harris, Ryan Toby, Jason Boyd | Journals                     | 2013 |
| All In It                                                         | Justin Bieber, Jason Boyd, Mark „The Mogul“ Jackson, Mason Levy, Josh Gudwin                                                                    | Purpose                      | 2015 |
| All I Want Is You                                                 | Justin Bieber, Brandon Hamilton | Under the Mistletoe          | 2011 |
| All She Wrote (feat. Brandon Love & Chandler Moore)               | Justin Bieber, Brandon Burke, Chandler Moore, Sean Momberger, Matthew Samuels, Anderson Hernandez, Leigh Elliott, Gerald Levert                 | Freedom.                     | 2021 |
| All That Matters                                                  | Justin Bieber, Andre Harris, Jason Boyd, Donovan Knight                                                                                         | Journals                     | 2013 |
| Alone                                                             | | Journals                     | 2013 |
| Angels Speak (feat. Poo Bear)                                     | Justin Bieber, Poo Bear, Sasha Sirota, Phillip Ferrell II                                                                                       | Justice                      | 2021 |
| Anyone                                                            | Justin Bieber, Michael Pollack, Raúl Cubina, Andrew Wotman, Jonathan Bellion, Alexander Izquierdo, Stefan Johnson, Jordan K. Johnson            | Justice                      | 2021 |
| As I Am (feat. Khalid)                                            | Justin Bieber, Khalid Robinson, Scott Harris, Gregory Eric Hein, Stefan Johnson, Jordan K. Johnson, Oliver Peterhof, Josh Gudwin, Ido Zmishlany | Justice                      | 2021 |
| As Long As You Love Me (feat. Big Sean)                           | Rodney "Darkchild" Jerkins, Andre Lindal, Atweh, Justin Bieber, Sean Anderson                                                                   | Believe                      | 2012 |
| At Least For Now                                                  | Justin Bieber, Jason Boyd, Joshua Williams, Bernard Harvey                                                                                      | Changes                      | 2020 |
| Attention (mit Omah Lay)                                          | Justin Bieber, Stanley Omah Didia, Vincent Van den Ende, Bernard Harvey, Felisha King-Harvey                                                    | Boy Alone                    | 2022 |
| Available                                                         | Justin Bieber, Jason Boyd, Bernard Harvey, JaVale McGee, Ashley Boyd, Derrick Milano                                                            | Changes                      | 2020 |

### B
| Titel                                            | Autoren | Album                        | Jahr |
| ------------------------------------------------ | --- | ---------------------------- | ---- |
| Baby (feat. Ludacris)                            | Terius Nash, Christopher Stewart, Justin Bieber, Christina Milian, Christopher Bridges                                                         | My World 2.0                 | 2010 |
| Backpack (feat. Lil Wayne)                       | Justin Bieber, Jordan, Giannos, Jason Boyd, Rashid, Ernest Isley, Marvin Isley, O’Kelly Isley, Ronald Isley, Rudolph Isley, Christopher Jasper | Journals                     | 2013 |
| Bad Guy (Remix) (mit Billie Eilish)              | Billie Eilish O’Connell, Finneas O’Connell, Justin Bieber, Jason Boyd                                                                          | —                            | 2019 |
| Be Alright                                       | Justin Bieber, Dan Kanter | Believe                      | 2012 |
| Beautiful (Carly Rae Jepsen feat. Justin Bieber) | Toby Gad, Justin Bieber, Alex Lambert | Kiss                         | 2012 |
| Beauty and a Beat (feat. Nicki Minaj)            | Max Martin, Anton Zaslavski, Savan Kotecha, Onika Maraj                                                                                        | Believe                      | 2012 |
| Been You                                         | Justin Bieber, Jason Boyd, Josh Abraham, Brandon Green, Oliver Goldstein, Saul Alexander Castillo Vasquez                                      | Purpose                      | 2015 |
| Believe                                          | Atweh, Messinger, Lambroza, Tucker | Believe                      | 2012 |
| Bigger                                           | Justin Bieber, Midi Mafia, Dapo Torimiro, Lonny Breaux                                                                                         | My World                     | 2009 |
| Born to Be Somebody                              | Diane Warren | Never Say Never: The Remixes | 2011 |
| Boyfriend                                        | Justin Bieber, Mike Posner, Mason Levy, Matthew Musto                                                                                          | Believe                      | 2012 |
| Broken (Blake Kelly feat. Justin Bieber)         | | We Know the DJ Radio, Vol. 4 | 2014 |

### C
| Titel                               | Autoren                                                                                                  | Album               | Jahr |
| ----------------------------------- | --- | ------------------- | ---- |
| Catching Feelings                   | Patrick "j.Que" Smith, Antonio Dixon, Eric Dawkins, Damon Thomas, Kenneth Edmonds                        | Believe             | 2012 |
| Change Me                           | Justin Bieber, Harris, Jason Boyd                                                                        | Journals            | 2013 |
| Changes                             | Justin Bieber, Jason Boyd, Nasri Atweh, Adam Messinger                                                   | Changes             | 2020 |
| Children                            | Justin Bieber, Jason Boyd, Sonny Moore, Brandon Green, Nico Hartikainen                                  | Purpose             | 2015 |
| Christmas Eve                       | Chris Brown, Bieber, Antwan Thompson, Jerrol Wizzard, Kevin McCall                                       | Under the Mistletoe | 2011 |
| Christmas Love                      | Atweh, Messinger, Justin Bieber                                                                          | Under the Mistletoe | 2011 |
| Cold Water (mit Major Lazer & Mø)   | Ed Sheeran, Jamie Scott, Karen Marie Aagaard Ørsted Andersen, Justin Bieber                              | Music Is the Weapon | 2016 |
| Come Around Me                      | Justin Bieber, Jason Boyd, Dominic Jordan, Jimmy Giannos                                                 | Changes             | 2020 |
| Common Denominator                  | Justin Bieber, Lashaunda "Babygirl" Carr                                                                 | My World            | 2009 |
| Company                             | Justin Bieber, Jason Boyd, James Abrahart, Andreas Schuller, Thomas Troelsen, James Wong, Leroy Clampitt | Purpose             | 2015 |
| Confident (feat. Chance the Rapper) | Justin Bieber, Kenneth Coby, Maurice "Verse" Simmonds, Chancelor Bennett                                 | Journals            | 2013 |
| Confirmation                        | Justin Bieber, Jason Boyd, Moses Samuels, Olaniyi Akinkunmi                                              | Changes             | 2020 |

### D
| Titel                                                         | Autoren | Album    | Jahr |
| ------------------------------------------------------------- | --- | -------- | ---- |
| Deja Vu (Post Malone feat. Justin Bieber)                     | Austin Post, Justin Bieber, Adam Feeney, Anderson Hernandez, Matthew Tavares, Julian Swirsky, Louis Bell, Kaan Gunesberk                                                  | Stoney   | 2016 |
| Deserve You                                                   | Justin Bieber, Jonathan Bellion, Ali Tamposi, Michael Pollack, Andrew Wotman, Louis Bell                                                                                  | Justice  | 2021 |
| Despacito Remix Luis Fonsi & Daddy Yankee feat. Justin Bieber | Luis Fonsi, Erika Ender |          | 2017 |
| Die for You (feat. Dominic Fike)                              | Justin Bieber, Dominic Fike, Ali Tamposi, Jonathan Bellion, Louis Bell | Justice  | 2021 |
| Die In Your Arms                                              | Jerkins, Dennis "Aganee" Jenkins, Travis Sayles, Thomas Lumpkins, Kelly Lumpkins, Justin Bieber, Berry Gordy, Alphonso Mizell, Freddie Perren, Deke Richards, Herb Rooney | Believe  | 2012 |
| Don’t Check on Me (Chris Brown feat. Justin Bieber & INK)     | Christopher Brown, Justin Bieber, Jason Boyd, Atia Boggs, Sheldon Ferguson, Donny Flores, Mark A Pitts, Keith Thomas                                                      | Indigo   | 2019 |
| Don’t Go (mit Skrillex & Don Toliver)                         | Sonny Moore, Justin Bieber, Caleb Toliver, Bernard Harvey, Jason Boyd, Tyshane Thompson, Gregory Hein, Carlton McDowell                                                   | —        | 2021 |
| Down to Earth                                                 | Justin Bieber, Midi Mafia, Mason Levy, Carlos Battey, Steven Battey | My World | 2009 |
| Dr. Bieber                                                    | Justin Bieber | —        | 2010 |

### E
| Titel                                       | Autoren                                                                                                   | Album         | Jahr |
| ------------------------------------------- | --- | ------------- | ---- |
| Eenie Meenie (feat. Sean Kingston)          | Benny Blanco, Kisean Anderson, Carlos Battey, Steven Battey, Justin Bieber, Marcos Palacios, Ernest Clark | My World 2.0  | 2010 |
| Essence (Wizkid feat. Justin Bieber & Tems) | Ayodeji Balogun, Temilade Openiyi, Uzezi Oniko, Okiemute Oniko, Richard Isong                             | Made in Lagos | 2021 |
| E.T.A.                                      | Justin Bieber, Jason Boyd, Philip Beaudreau, Tom Strahle, Joshua Gudwin                                   | Changes       | 2020 |

### F
| Titel                                          | Autoren | Album                   | Jahr |
| ---------------------------------------------- | --- | ----------------------- | ---- |
| Fairytale (feat. Jaden Smith)                  | Justin Bieber, Jaden Smith, Bernard Harvey, Anthony L. Saunders                                                                | Believe                 | 2012 |
| Fa La La (feat. Boyz II Men)                   | Adonis Shropshire, Justin Bieber, Bernard Harvey                                                                               | Under the Mistletoe     | 2011 |
| Fall                                           | Justin Bieber, Mason Levy, Jacob Lutrell                                                                                       | Believe                 | 2012 |
| Falling For You (Jaden feat. Justin Bieber)    | Jaden Smith, Justin Bieber, Jason Boyd, Nick Stoubis, Omarr Rambert                                                            | CTV3: Cool Tape, Vol. 3 | 2020 |
| Favorite Girl                                  | Antea Birchett, Anesha Birchet, Dernst Emile II, Delisha Thomas                                                                | My World                | 2009 |
| First Dance (feat. Usher)                      | Justin Bieber, Usher Raymond IV, Jesse "Corporal" Wilson, Ryan Lovette, Dwight Reynolds, Alexander "Prettyboifresh" Parhm, Jr. | My World                | 2009 |
| Flatline                                       | Justin Bieber, Joshua Gudwin, Kenneth Coby                                                                                     | Journals                | 2013 |
| Foreign Remix (Trey Songz feat. Justin Bieber) | Neverson, Justin Bieber, Coby, D. Wojciechowski, Sinocchi, R. Wojciechowski, Gilmore                                           | Trigga Reloaded         | 2015 |
| Forever (feat. Post Malone & Clever)           | Justin Bieber, Austin Post, Joshua Huie, Jason Boyd, Louis Bell, Bernard Harvey, Ali Darwish, Billy Walsh                      | Changes                 | 2020 |
| Freedom (feat. Beam)                           | Justin Bieber, Tyshane Thompson, Jordan Douglas, Matthew Samuels, Anderson Hernandez, Miloš Angelov                            | Freedom.                | 2021 |
| Friends                                        | Justin Bieber, BloodPop® | Daddy K – The Mix 11    | 2017 |

### G
| Titel                                                    | Autoren | Album       | Jahr |
| -------------------------------------------------------- | --- | ----------- | ---- |
| Gas Pedal (Sage the Gemini feat. Justin Bieber & Iamsu!) | Dominic Wynn Woods, Sudan Williams | Remember Me | 2013 |
| Get Me (feat. Kehlani)                                   | Justin Bieber, Kehlani Parrish, Anderson Hernandez, Jason Boyd, Jun Ha Kim, Matthew Samuels                                           | Changes     | 2020 |
| Get Used to It                                           | Justin Bieber, Jason Boyd, Brandon Green, Josh Abraham, Ely Weisfield, Nico Hartikainen, Josh Gudwin, Saul Alexander Castillo Vasquez | Purpose     | 2015 |
| Ghost                                                    | Justin Bieber, Michael Pollack, Stefan Johnson, Jordan K. Johnson, Jonathan Bellion                                                   | Justice     | 2021 |

### H
| Titel                                                                | Autoren | Album                             | Jahr |
| -------------------------------------------------------------------- | --- | --------------------------------- | ---- |
| Habitual                                                             | Justin Bieber, Jason Boyd, Marco Masís, Joshua Gudwin                                                                                          | Changes                           | 2020 |
| Hailey                                                               | Justin Bieber, Andrew Wotman, Ali Tamposi, Jonathan Bellion, Louis Bell                                                                        | Justice                           | 2021 |
| Happy New Year (Jaden Smith feat. Justin Bieber)                     | | —                                 | 2012 |
| Hard 2 Face Reality (Poo Bear feat. Justin Bieber & Jay Electronica) | Jason "Poo Bear" Boyd, Justin Bieber, Elpadaro Electronica Allah, Kenneth Coby, Dan Kanter                                                     | Poo Bear Presents Bearthday Music | 2018 |
| Heartache                                                            | | —                                 | 2010 |
| Heartbreaker                                                         | Justin Bieber, Brandon Green, Tony Scales, Xavier Smith, Tyler Williams                                                                        | Journals                          | 2013 |
| Hey Girl                                                             | | —                                 | 2012 |
| Hey Girl                                                             | Justin Bieber | —                                 | 2016 |
| Hit the Ground                                                       | Justin Bieber, Jason Boyd, Michael Tucker, Sonny Moore, Andrew Watt, Louis Bell, Brian Lee                                                     | Purpose                           | 2015 |
| Hold On                                                              | Justin Bieber, Jonathan Bellion, Ali Tamposi, Andrew Wotman, Louis Bell, Walter de Backer, Luiz Bonfá                                          | Justice                           | 2021 |
| Hold Tight                                                           | Justin Bieber, Dominic Jordan, James Giannos, Jason Boyd, Jamal Rashid                                                                         | Journals                          | 2013 |
| Holy (feat. Chance the Rapper)                                       | Justin Bieber, Chancelor Bennett, Anthony M. Jones, Jonathan Bellion, Tommy Brown, Steven Franks, Jorgen Odegard, Michael Pollack              | Justice                           | 2020 |
| Home This Christmas (feat. The Band Perry)                           | Justin Bieber, Atweh, Nick Turpin, George Nozuka, Melanie Fontana                                                                              | Under the Mistletoe               | 2011 |
| Home to Mama (feat. Cody Simpson)                                    | Justin Bieber, Andrew Watt, Josh Gudwin, Cody Simpson, Sam Hook, Tom Strahle                                                                   | Purpose                           | 2014 |
| Honest (feat. Don Toliver)                                           | Justin Bieber, Aleicia Gibson, Azul Wynter, Caleb Zackary Toliver, Donny Flores, Simon Plummer, Sony Anderson de Sousa Ramos, Tyshane Thompson | —                                 | 2022 |

### I
| Titel                                                                             | Autoren | Album                          | Jahr |
| --------------------------------------------------------------------------------- | --- | ------------------------------ | ---- |
| I Can’t Be Myself (feat. Jaden)                                                   | Justin Bieber, Jonathan Bellion, Ali Tamposi, Andrew Wotman, Louis Bell                                                                                           | Justice (Triple Chucks Deluxe) | 2021 |
| I Don’t Care (mit Ed Sheeran)                                                     | Ed Sheeran, Justin Bieber, Karl Sandberg, Karl Schuster, Fred Gibson, Jason Boyd                                                                                  | No. 6 Collaborations Project   | 2019 |
| I’ll Show You                                                                     | Justin Bieber, Josh Gudwin, Sonny Moore, Tucker, Theron „Neff-U“ Feemster                                                                                         | Purpose                        | 2015 |
| I’m the One (DJ Khaled feat. Justin Bieber, Quavo, Chance the Rapper & Lil Wayne) | Khaled Khaled, Justin Bieber, Quavious Marshall, Chancelor Bennett, Dwayne Carter, Jr., Nicholas Balding, Jason Boyd, Robert Brackins III, David Park, Ray Jacobs | Grateful                       | 2017 |
| Intentions (feat. Quavo)                                                          | Justin Bieber, Jason Boyd, Quavious Marshall, Dominic Jordan, Jimmy Giannos                                                                                       | Changes                        | 2020 |
| I Would                                                                           | Justin Bieber, Dan Kanter | Believe Acoustic               | 2013 |
| Intentions                                                                        | Justin Bieber, Dominic Jordan, Jason Boyd, Jimmy Giannos, Quavious Marshall                                                                                       | Changes                        | 2020 |

### J
| Titel                                     | Autoren                                                                                       | Album         | Jahr |
| ----------------------------------------- | --------------------------------------------------------------------------------------------- | ------------- | ---- |
| Juke Jam (mit Chance The Rapper & Towkio) | Chancelor J. Bennett, Justin Bieber, Preston Oshita, Tobias Breuer, Kai Campos, Dominic Maker | Coloring Book | 2016 |
| Just Like Them                            | Justin Bieber, Atweh, Harvey, Saunders                                                        | Believe       | 2012 |

### K
| Titel                         | Autoren                                                               | Album                          | Jahr |
| ----------------------------- | --------------------------------------------------------------------- | ------------------------------ | ---- |
| Kiss And Tell                 | Justin Bieber, Dan August Rigo, The Runners, The Monarch              | My World 2.0                   | 2010 |
| Know No Better (feat. DaBaby) | Justin Bieber, Jonathan Kirk, David Bowden, Bigram Zayas, Kevin Carbo | Justice (Triple Chucks Deluxe) | 2021 |

### L
| Titel                                                           | Autoren | Album                          | Jahr |
| --------------------------------------------------------------- | --- | ------------------------------ | ---- |
| Ladies Love Me (Chris Brown feat. Justin Bieber)                | | Boy in Detention               | 2011 |
| Latin Girl                                                      | | —                              | 2010 |
| Let It Go (DJ Khaled feat. Justin Bieber & 21 Savage)           | Khaled Khaled, Justin Bieber, Shayaa Abraham-Joseph, Edgar Ferrera | Khaled Khaled                  | 2021 |
| Let Me Love You (DJ Snake feat. Justin Bieber)                  | Louis Bell, Justin Bieber, Lumidee Cedeño, William Grigahcine, Stany Kibulu, Brian Lee, Steven Marsden, Teddy Mendez, Edwin Perez, Austin Roser, Ali Tamposi, Andrew Watt | Encore                         | 2016 |
| Life Is Worth Living                                            | Justin Bieber, Jason Boyd, Mark „The Mogul“ Jackson | Purpose                        | 2015 |
| Lifetime                                                        | Justin Bieber, Jace Jennings, Jacob Greenspan, Scott Braun, Alex Schwartz, Joe Khajadourian, Jake Torrey, Michael Pollack                                                 | Justice (Triple Chucks Deluxe) | 2021 |
| Live My Life (Far East Movement feat. Justin Bieber)            | RedOne, Kevin Nishimura, James Roh, Jae Choung, Virman Coquia, Nathan Walker, Justin Bieber, John Mamann, Jean Claude Sindres, Yohanne Simon, Bilal Hajji                 | Dirty Bass                     | 2012 |
| Lolly (Maejor Ali feat. Juicy J & Justin Bieber)                | Jordan Houston, Brandon Green, Justin Bieber, Tony Scales, Robert Williams, Ronald M. Ferebee, Jr., Brandon Bell                                                          | —                              | 2013 |
| Lonely (feat. Benny Blanco)                                     | Justin Bieber, Benjamin Levin, Finneas O’Connell | Justice                        | 2020 |
| Lonely Christmas (Bryson Tiller feat. Justin Bieber & Poo Bear) | Justin Bieber, Bryson Tiller, Jason Boyd, Dominic Jordan, Jimmy Giannos, Sasha Sirota                                                                                     | A Different Christmas          | 2021 |
| Looking For You (feat. Migos)                                   | | —                              | 2014 |
| Loved by You (feat. Burna Boy)                                  | Justin Bieber, Damini Ebunoluwa Ogulu, Jonathan Bellion, Amy Allen, Sonny Moore, Jason Evigan                                                                             | Justice                        | 2021 |
| Love Me                                                         | Peter Svensson, Nina Persson, Peter Hernandez, Phillip Lawrence, Ari Levine                                                                                               | My World                       | 2009 |
| Love Me Like You Do                                             | Justin Bieber, Brandon Green | Believe                        | 2012 |
| Love Thru the Computer (Gucci Mane feat. Justin Bieber)         | Radric Davis, Justin Bieber, Anthony White, Roger Troutman, Larry Troutman, Shirley Murdock                                                                               | Delusions of Grandeur          | 2019 |
| Love You Different (feat. Beam)                                 | Justin Bieber, Tyshane Thompson, Whitney Phillips, Jordan Douglas, Alexander Izquierdo, Oliver Peterhof, Marcus Lomax                                                     | Justice                        | 2021 |
| Love Yourself                                                   | Justin Bieber, Ed Sheeran, Benjamin Levin | Purpose                        | 2015 |

### M
| Titel                                                           | Autoren                                                                                           | Album               | Jahr |
| --------------------------------------------------------------- | ------------------------------------------------------------------------------------------------- | ------------------- | ---- |
| Maria                                                           | Jerkins, August Rigo, Justin Bieber, Scooter Braun                                                | Believe             | 2012 |
| Maria I’m Drunk (Travis Scott feat. Justin Bieber & Young Thug) | Webster, Feeney, Ritter, Maneesh Biyade, Justin Bieber, Jeffrey Williams                          | Rodeo               | 2015 |
| Mark My Words                                                   | Justin Bieber, Jason Boyd, Michael Tucker                                                         | Purpose             | 2015 |
| Memphis (feat. Big Sean)                                        | Justin Bieber, Thomas Wesley Pentz, Green, Sean Anderson, Friedrich Moritz                        | Journals            | 2013 |
| Mistletoe                                                       | Nasri Atweh, Adam Messinger                                                                       | Under the Mistletoe | 2011 |
| Monster (mit Shawn Mendes)                                      | Shawn Mendes, Justin Bieber, Ashton Simmonds, Adam King Feeney, Mustafa Ahmed                     | Wonder              | 2020 |
| Mood (Remix) (24kGoldn, Justin Bieber, J Balvin & Iann Dior)    | Golden Von Jones, Michael Olmo, Keegan Bach, Omer Fedi, Blake Slatkin, Justin Bieber, José Balvín | —                   | 2020 |

### N
| Titel                                                                  | Autoren | Album                                         | Jahr |
| ---------------------------------------------------------------------- | --- | --------------------------------------------- | ---- |
| Name (feat. Tori Kelly)                                                | Justin Bieber, Amy Allen, Stefan Johnson, Jordan K. Johnson, Jonathan Bellion                                                               | Justice (Triple Chucks Deluxe)                | 2021 |
| Never Let You Go                                                       | Johntá Austin, Bryan-Michael Cox, Justin Bieber                                                                                             | My World                                      | 2009 |
| Never Say Never (feat. Jaden Smith)                                    | Adam Messinger, Nasri Atweh, Justin Bieber, Thaddis Harrell, Jaden Smith, Omarr Rambert                                                     | Never Say Never: The Remixes & The Karate Kid | 2010 |
| Next to You (Chris Brown feat. Justin Bieber)                          | Chris Brown, Nasri Atweh, Adam Messinger, Sevyn Streeter, Azeem Alam                                                                        | F.A.M.E.                                      | 2011 |
| No Brainer (DJ Khaled feat. Justin Bieber & Chance the Rapper & Quavo) | Khaled Khaled, Justin Bieber, Chancelor Bennett, Quavious Marshall, Nicholas Balding, Jason Boyd, Nolan Lambrozza, Melvin Riley, David Park | Father of Asahd                               | 2018 |
| No Pressure (feat. Big Sean)                                           | Justin Bieber, Jason Boyd, Robin Weisse, Dominic Jordan, Jimmy Giannos, Sean Anderson                                                       | Purpose                                       | 2015 |
| No Sense (feat. Travis Scott)                                          | Justin Bieber, Jason Boyd, Kenneth Coby, Jacques Webster, Mike Dean                                                                         | Purpose                                       | 2015 |
| Nothing Like Us                                                        | Justin Bieber | Believe Acoustic                              | 2013 |

### O
| Titel                               | Autoren                                                                      | Album               | Jahr |
| ----------------------------------- | ---------------------------------------------------------------------------- | ------------------- | ---- |
| Off My Face                         | Justin Bieber, Tia Scola, Daniel James, Leah Haywood, Jake Torrey            | Justice             | 2021 |
| Omaha Mall                          | Justin Bieber                                                                | —                   | 2010 |
| One Less Lonely Girl                | Ezekiel Lewis, Balewa Muhammad, Sean Hamilton, Hyuk Shin, Usher Raymond IV   | My World            | 2009 |
| One Life                            | Justin Bieber, Green, Scales                                                 | Journals            | 2013 |
| One Love                            | Brandon Green                                                                | Believe             | 2012 |
| One Time                            | Tricky Stewart, The-Dream, James Bunton, Corron Cole, Thabiso Nkhereanye     | My World            | 2009 |
| Only Thing I Ever Get For Christmas | Christopher Stewart, Aaron Pearce, Tim Miner, Justin Bieber                  | Under the Mistletoe | 2011 |
| Out Of Town Girl                    | Justin Bieber, Kenneth Coby, Graham Edwards, Liam Joseph Horne               | Believe             | 2012 |
| Overboard (feat. Jessica Jarrell)   | Waynne Nugent, Kevin Risto, Dapo Torimiro, Taurian Shropshire, Justin Bieber | My World 2.0        | 2010 |

### P
| Titel                                  | Autoren | Album                                    | Jahr |
| -------------------------------------- | --- | ---------------------------------------- | ---- |
| Peaches (feat. Daniel Caesar & Giveon) | Justin Bieber, Ashton Simmonds, Giveon Evans, Andrew Wotman, Louis Bell, Bernard Harvey, Luis Martinez Jr. | Justice                                  | 2021 |
| Pick Me                                | | —                                        | 2010 |
| Playtime (Khalil feat. Justin Bieber)  | | A Long Story Short                       | 2014 |
| Pray                                   | Justin Bieber, Nasri Atweh, Adam Messinger, Omar Martinez                                                  | My Worlds Acoustic & Under the Mistletoe | 2010 |
| Purpose                                | Justin Bieber, Jason Boyd, Stephen Philibin, Eben Wares, Jeremy Snyder, Scott „Scooter“ Braun              | Purpose                                  | 2015 |
| PYD (feat. R. Kelly)                   | Justin Bieber, Jordan, Giannos, Sasha Sirota, Jason Boyd, Robert Kelly, Rashid                             | Journals                                 | 2013 |

### R
| Titel                                      | Autoren                                                                            | Album        | Jahr |
| ------------------------------------------ | ---------------------------------------------------------------------------------- | ------------ | ---- |
| Recovery                                   | Justin Bieber, Jordan, Giannos, Jason Boyd, Rashid, Craig David, M. Leslie Hill    | Journals     | 2013 |
| Red Eye (feat. TroyBoi)                    | Justin Bieber, Poo Bear, Sasha Sirota, Jimmy Giannos, Dominic "DJ" Jordan          | Justice      | 2021 |
| Rich Girl (Soulja Boy feat. Justin Bieber) |                                                                                    | Best Rapper  | 2010 |
| Ride                                       |                                                                                    | —            | 2010 |
| Right Here (feat. Drake)                   | Chauncey Hollis, Aubrey Graham, Eric Bellinger                                     | Believe      | 2012 |
| Roller Coaster                             | Justin Bieber, Rodney Jerkins, Julian Swirsky, Josh Gudwin                         | Journals     | 2013 |
| Runaway Love                               | Melvin Hough II, Rivelino Wouter, Timothy Thomas, Theron Thomas, Justin Bieber     | My World 2.0 | 2010 |
| Running Over (feat. Lil Dicky)             | Justin Bieber, David Burd, Jason Boyd, Dominic Jordan, Jimmy Giannos, Joshua Mbewe | Changes      | 2020 |

### S
| Titel                               | Autoren | Album                 | Jahr |
| ----------------------------------- | --- | --------------------- | ---- |
| Second Emotion (feat. Travis Scott) | Justin Bieber, Jacques Webster II, Mike Dean, Jason Boyd, Dominic Jordan, Jimmy Giannos                                              | Changes               | 2020 |
| She Don’t Like The Lights           | Jerkins, Lindal, Tiyon Mack, Justin Bieber                                                                                           | Believe               | 2012 |
| Somebody                            | Justin Bieber, Ryan Tedder, Rami Yacoub, Gregory Eric Hein, Josh Gudwin, Sonny Moore, Bernard Harvey, Ilya Salmanzadeh               | Justice               | 2021 |
| Somebody to Love (feat. Usher)      | Jonathan Yip, Jeremy Reeves, Ray Romulus, Heather Bright, Justin Bieber                                                              | My World 2.0          | 2010 |
| Sorry                               | Justin Bieber, Julia Michaels, Justin Tranter, Michael Tucker, Sonny Moore                                                           | Purpose               | 2015 |
| Speaking In Tongues                 | Justin Bieber | —                     | 2010 |
| Stay (mit The Kid Laroi)            | Charlton Howard, Justin Bieber, Magnus Høiberg, Charlie Puth, Omer Fedi, Blake Slatkin, Michael Mule, Isaac De Boni, Subhaan Rahmaan | F*ck Love 3: Over You | 2021 |
| Stuck In the Moment                 | Jonathan Yip, Jeremy Reeves, Ray Romulus, Heather Bright, Justin Bieber                                                              | My World 2.0          | 2010 |
| Stuck with U (mit Ariana Grande)    | Ariana Grande, Justin Bieber, Whitney Phillips, Nick Kobe, Skyler Stonestreet, Gian Stone, Freddy Wexler, Scooter Braun              | —                     | 2020 |
| Sundown (Beam feat. Justin Bieber)  | Justin Bieber, Tyshane Thompson, Jonathan Bezianis, Sergio Escorcia, Jr., Jordan Douglas                                             | Alien                 | 2022 |
| Swap It Out                         | Justin Bieber, Jordan, Giannos, Jason Boyd                                                                                           | Journals              | 2013 |

### T
| Titel                                                | Autoren | Album                          | Jahr |
| ---------------------------------------------------- | --- | ------------------------------ | ---- |
| Take It Out on Me                                    | Justin Bieber, Jason Boyd, Daniel Hackett, Majid Al Maskati, Maneesh Bidaye, Benjamin Bush, Daniel Daley, Stephen Garrett, Anthony Jefferies, Timothy Mosley                   | Changes                        | 2020 |
| Take You                                             | Raphaël Judrin, Pierre-Antoine Melki, Ross Golan, James Abrahart, Alex Dezen, Ben Maddahi                                                                                      | Believe                        | 2012 |
| That Should Be Me                                    | Nasri Atweh, Adam Messinger, Luke Boyd, Justin Bieber | My World 2.0                   | 2010 |
| That’s What Love Is                                  | Justin Bieber, Jason Boyd, Sasha Sirota, Courtney Sills | Changes                        | 2020 |
| The Feeling (feat. Halsey)                           | Justin Bieber, Julia Michaels, Clarence Coffee jun., Sarah Hudson, Sonny Moore, Ian Kirkpatrick                                                                                | Purpose                        | 2015 |
| The Intro (DJ Tay James feat. Justin Bieber)         | | We Know the DJ Radio, Vol. 3   | 2013 |
| The Most                                             | Justin Bieber, Jason Boyd, Robin Brutus, Jordan Ware, Wallace Joseph | Purpose                        | 2015 |
| There She Go (feat. Lil Uzi Vert)                    | Justin Bieber, Symere Woods, Taylor Parks, Kameron Glasper, Tyshane Thompson, Jordan Douglas, Gregory Eric Hein, Josh Gudwin, Rodney Jerkins, Marvin Hemmings, Antonio Kearney | Justice (Triple Chucks Deluxe) | 2021 |
| Thinking About You (Jaden Smith feat. Justin Bieber) | | —                              | 2011 |
| Thought Of You                                       | Justin Bieber, Ariel Rechtshaid, Thomas Pentz, Eric Bellinger | Believe                        | 2012 |
| Time For Bed (Khalil feat. Justin Bieber)            | | A Long Story Short             | 2014 |
| Trust                                                | Justin Bieber, Jason Boyd, Mark „The Mogul“ Jackson | Purpose                        | 2015 |
| Trust Issues (Remix) (Drake feat. Justin Bieber)     | | —                              | 2011 |
| Turn to You                                          | | —                              | 2012 |
| Twerk (Lil Twist feat. Justin Bieber & Miley Cyrus)  | | Bad Decisions                  | 2013 |

### U
| Titel                                     | Autoren | Album           | Jahr |
| ----------------------------------------- | --- | --------------- | ---- |
| Unstable (feat. The Kid Laroi)            | Justin Bieber, Charlton Howard, Brittany Amaradio, Rami Yacoub, Josh Gudwin, James Gutch, Gregory Eric Hein      | Justice         | 2021 |
| Up                                        | Nasri Atweh, Adam Messinger, Justin Bieber                                                                       | My World 2.0    | 2010 |
| Up at Night (Kehlani feat. Justin Bieber) | Kehlani Parrish, Justin Bieber, Andrew Wansel, Destin Conrad, Rogét Chahayed, Anthony Clemons Jr., Daoud Anthony | Blue Water Road | 2022 |
| U Smile                                   | Jerry Duplessis, Arden Altino, Dan August Rigo, Justin Bieber                                                    | My World 2.0    | 2010 |

### W
| Titel                                                                   | Autoren | Album                          | Jahr |
| ----------------------------------------------------------------------- | --- | ------------------------------ | ---- |
| Wait for a Minute (Tyga feat. Justin Bieber)                            | Michael Stevenson, Justin Bieber, Brandon Green, Jess Jackson                                                                         | The Gold Album: 18th Dynasty   | 2013 |
| Wandered to LA (mit Juice Wrld)                                         | Justin Bieber, Jarad Higgins, Louis Bell, Bernard Harvey, Omer Fedi                                                                   | Fighting Demons                | 2021 |
| We Are (feat. Nas)                                                      | Justin Bieber, Jason Boyd, Andre Harris, Donovan Knight, Nasir Jones                                                                  | Purpose                        | 2015 |
| We’re in This Together                                                  | Justin Bieber, Nima Jahanbin, Paimon Jahanbin, Federico Vindver, Angel Lopez, Isaiah Johnson                                          | Freedom.                       | 2021 |
| We Were Born For This                                                   | | —                              | 2014 |
| What Do You Mean?                                                       | Justin Bieber, Jason Boyd, Mason Levy                                                                                                 | Purpose                        | 2015 |
| What’s Hatnin’ (feat. Future)                                           | Justin Bieber, Coby, Nayvadius Wilburn                                                                                                | Journals                       | 2013 |
| What You See (Migos feat. Justin Bieber)                                | Quavious Marshall, Kiari Cephus, Justin Bieber, Kirshnik Ball, Daryl McPherson, Jerel Nance, Miguel Curtidor                          | Culture III                    | 2021 |
| Where Are You Now?                                                      | Justin Bieber | My World 2.0                   | 2010 |
| Where Are Ü Now (Jack Ü feat. Skrillex, Diplo & Justin Bieber)          | Justin Bieber, Jason Boyd, Sonny Moore, Thomas Wesley Pentz, Karl Rubin Brutus, Jordan Ware                                           | Purpose                        | 2015 |
| Where Do I Fit In (feat. Tori Kelly, Chandler Moore & Judah Smith)      | Justin Bieber, Tori Kelly, Judah Smith, Chandler Moore, Jonathan Gateretse, Lenard Ishmael, Luigi Tiano, O'Necean Gordon, Tarik Henry | Freedom.                       | 2021 |
| Wherever You Are (Lil Twist feat. Justin Bieber)                        | | Bad Decisions                  | 2013 |
| Where You Go I Follow (feat. Pink Sweats, Chandler Moore & Judah Smith) | Justin Bieber, David Bowden, Judah Smith, Jonathan Gateretse, Lenard Ishmael, Luigi Tiano, O'Necean Gordon, Tarik Henry               | Freedom.                       | 2021 |
| Why You Mad? (Mariah Carey feat. Justin Bieber, French Montana & T.I.)  | | —                              | 2015 |
| Wind It (Tory Lanez feat. Justin Bieber)                                | | —                              | 2011 |
| Wish You Would (feat. Quavo)                                            | Justin Bieber, Quavious Marshall, Jason Boyd, Kenneth Coby, Kevin Coby, Cody Simpson                                                  | Justice (Triple Chucks Deluxe) | 2021 |
| Won’t Stop (Sean Kingston feat. Justin Bieber)                          | | King of Kingz                  | 2011 |

### Y
| Titel                                                   | Autoren                                                                             | Album            | Jahr |
| ------------------------------------------------------- | ----------------------------------------------------------------------------------- | ---------------- | ---- |
| Yellow Raincoat                                         | Justin Bieber                                                                       | Believe Acoustic | 2013 |
| You Want Me                                             |                                                                                     | —                | 2013 |
| Yummy Yummy (Summer Walker Remix) (feat. Summer Walker) | Justin Bieber, Ashley Boyd, Daniel Hackett, Jason Boyd, Sasha Sitora                | Changes          | 2020 |
| Yummy Yummy (Summer Walker Remix) (feat. Summer Walker) | Justin Bieber, Summer Walker, Ashley Boyd, Daniel Hackett, Jason Boyd, Sasha Sitora | Changes          | 2020 |

## Coverversionen
| Titel                                                                  | Autoren | Album               | Jahr |
| ---------------------------------------------------------------------- | --- | ------------------- | ---- |
| All I Want For Christmas Is You (feat. Mariah Carey)                   | Mariah Carey, Walter Afanasieff                                                                                | Under the Mistletoe | 2011 |
| Drummer Boy (feat. Busta Rhymes)                                       | Katherine Davis, Henry Onorati, Harry Simeone, zusätzliche Raps geschrieben von Justin Bieber und Busta Rhymes | Under the Mistletoe | 2011 |
| Rockin’ Around the Christmas Tree                                      | Johnny Marks                                                                                                   | —                   | 2020 |
| Santa Claus Is Coming to Town                                          | John Frederick Coots, Haven Gillespie                                                                          | Under the Mistletoe | 2011 |
| Silent Night                                                           | Josef Mohr, Hans Xaver Gruber                                                                                  | Under the Mistletoe | 2011 |
| Someday at Christmas                                                   | Ronald Miller, Bryan Wells                                                                                     | Under the Mistletoe | 2011 |
| The Christmas Song (Chestnusts Roasting on an Open Fire) (feat. Usher) | Mel Tormé, Robert Wells                                                                                        | Under the Mistletoe | 2011 |
| Wavin’ Flag (mit Young Artists for Haiti)                              | Keinan Abdi Warsame                                                                                            | —                   | 2010 |
| We Are the World 25 for Haiti (mit Artists for Haiti)                  | Michael Jackson, Lionel Richie                                                                                 | —                   | 2010 |